# Gentianella quinquefolia
Gentianella quinquefolia là một loài thực vật có hoa trong họ Long đởm. Loài này được (L.) Small mô tả khoa học đầu tiên năm 1903.